# 765
| 765                |
| ------------------ |
| Dødsfald - Fødsler |
|                    |

| Gregoriansk kalender | 765 DCCLXV              |
| Ab urbe condita      | 1518                    |
| Armensk kalender     | 214 ԹՎ ՄԺԴ              |
| Kinesiske kalender   | 3461 – 3462 甲辰 – 乙巳 |
| Etiopisk kalender    | 757 – 758               |
| Jødisk kalender      | 4525 – 4526             |
| Hindukalendere       |                         |
| - Vikram Samvat      | 820 – 821               |
| - Shaka Samvat       | 687 – 688               |
| - Kali Yuga          | 3866 – 3867             |
| Iransk kalender      | 143 – 144               |
| Islamisk kalender    | 147 – 149               |

Se også 765 (tal)

## Dødsfald
- Kejser Junnin, japansk kejser (født 733)

| År | Spire Denne artikel om et år, årti, århundrede eller årtusinde er en spire som bør udbygges. Du er velkommen til at hjælpe Wikipedia ved at udvide den. |